# Pokolj u Četekovcu 3. rujna 1991.
Pokolj u Četekovcu je bio ratni zločin kojeg su počinile snage srpskog agresora u selima Četekovcu, Čojlugu i Balincima kod Podravske Slatine u Hrvatskoj početkom Domovinskog rata, na dan 3. rujna 1991.
Postrojbe srpskog agresora su ubile 21 civila, od toga 16 muškaraca i 5 žena, svi su bili Hrvati.
Tijela poginulih su nađena na pragovima kuća i po dvorištima.
Dob ubijenih je varirala, od 18 do 91 godine. Najstarije žrtve su bile žene (sve starije od 60 godina).
Rane na tijelima 19 ubijenih su odgovarale onima nastale vatrenim oružjem kada se hitci ispale iz puške s veće daljine, s time da su metci ispaljeni odostraga i/ili bočno od tijela.
Jedan ubijeni je umro od dvije ubodne rane, koje su bile i jedine rane na tijelu.
Tijelo jedne ubijene osobe je bilo u velikom postotku pougljenjeno, tako da se nije moglo dobro procijeniti uzrok smrti, odnosno je li ubijeni bio živ kada je tijelo zapaljeno.
O pokolju Hrvata u Hrvata u Četekovcu, Čojlugu i Balincima Dino Mataz snimio je dokumentarni film Krvavi četvrti.